# محمد تیجانی (بازیکن فوتبال)
محمد تیجانی (انگلیسی: Mohamed Tijani؛ زادهٔ ۱۰ ژوئیهٔ ۱۹۹۷) بازیکن فوتبال ساحل عاج اهل بنین است.
وی همچنین در تیم ملی فوتبال بنین بازی کرده است.